# ニュークリアス (日本のメール配信ベンダー)
株式会社ニュークリアス（英: nucleus Co., Ltd.） は、1991年3月20日に設立した日本の電子メール配信ベンダー。独自技術を核とした情報通信ソフトウェアを提供している。
2001年から携帯電話向け高速メール配信エンジン「SENDMAGIC」の販売を開始した。
携帯電話向けの商用メール配信エンジンとしては世界的にも最初期の製品となる。以降「SENDMAGIC」ブランドでのメール配信システムを提供している。
2003年6月には、TV史上初となるメールによるリアルタイム投票システム「メルゴング」を神戸・サンテレビの野球中継で実施している。